# Gianfranco Menegali
Gianfranco Menegali (né à Rome, le 17 juin 1933, et mort à Trevignano Romano le 1er novembre 2016) est un arbitre italien de football des années 1970 et 1980.

## Carrière
Gianfranco Menegali a officié dans des compétitions majeures : 
- Coupe du monde de football des moins de 20 ans 1977 (3 matchs)
- Coupe du monde de football des moins de 20 ans 1981 (2 matchs)
- Coupe d'Europe des vainqueurs de coupe de football 1982-1983 (finale)